# 大西洋聯合學院
大西洋聯合學院（英語：Atlantic Union College (AUC)） 是一所位於美國麻薩諸塞州南蘭開斯特 (麻薩諸塞州)的私立基督復臨安息日會學院。這間學院成立於1882年。2018年2月22日，學院宣佈永久關閉。2021年，校方將學院賣掉，正式走入歷史。

## 校史

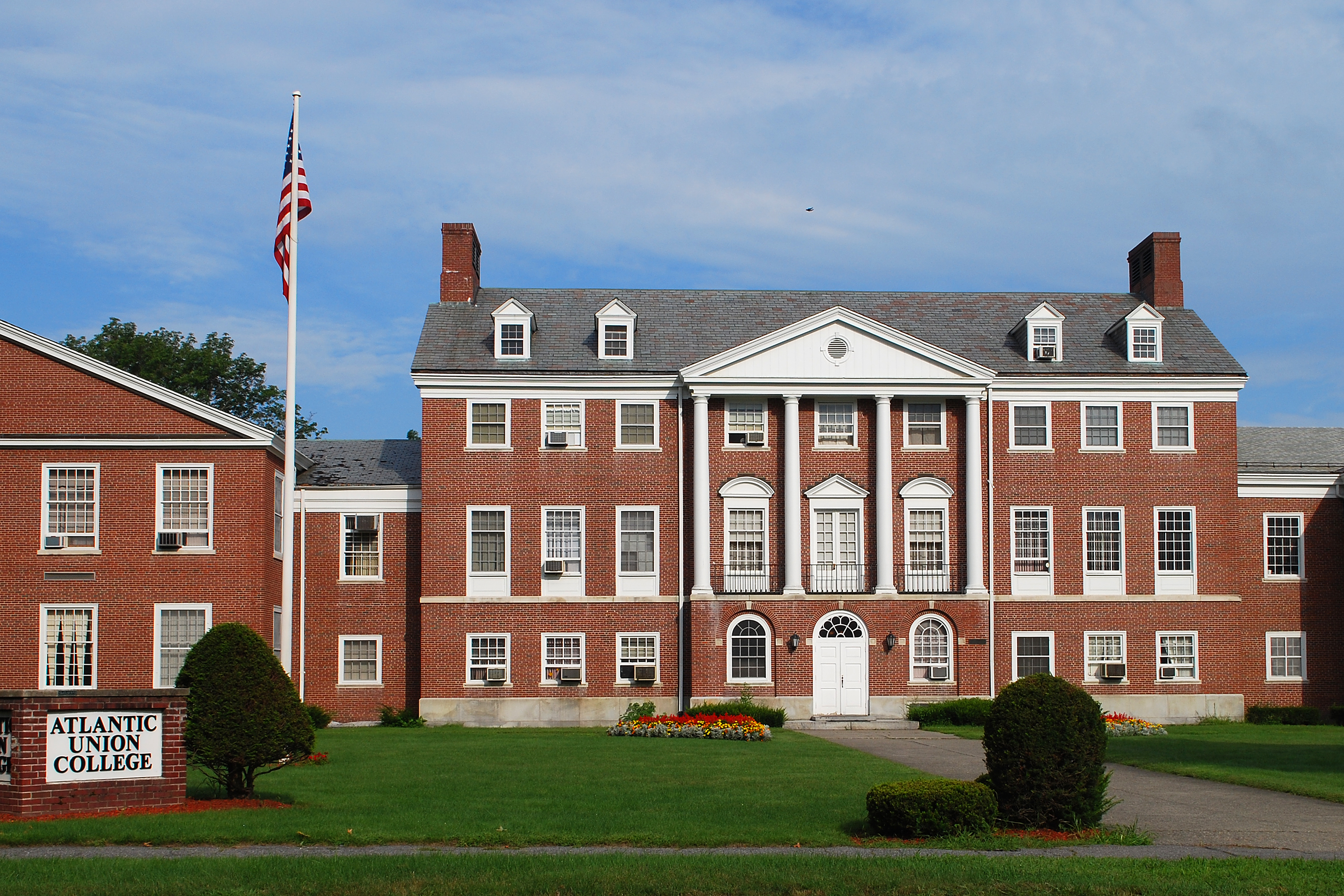

1882年，大西洋聯合學院成立於美國麻薩諸塞州南蘭開斯特 (麻薩諸塞州)時是基督復臨安息日會在全世界的教育體系裡最古老的學院。當年學院名叫新英格蘭學院(That New England School)，是一所被計劃為幫助美國東北部的復臨成員而成立的預科學校。隔年，新英格蘭學院與南蘭卡斯特學院合併並改名為南蘭卡斯特學院。1918年，南蘭卡斯特學院更名為南蘭卡斯特短期大學(Lancaster Junior College)。1922年，在被麻薩諸塞州認可這所學院之後，再次更名為大西洋聯合學院(Atlantic Union College)並與南蘭卡斯特學院分開成兩校各自營運。1933年，約瑟夫皮艾里准許學院頒授藝術學士學位。1945年，學院被新英格蘭學校和學院協會認證。1954年，學院開始頒授理學學士學位。1967年到1970年，學院院長為賀伯特伊道格拉斯。1990年，學院開始頒授教育學碩士學位。

## 排名
- 根據2009年的美國新聞與世界報導，大西洋聯合學院為美國文理學院大學第四級。

## 校友
- 喬恩·寶臨

## 相關
- 麻薩諸塞州學院和大學列表
- 基督復臨安息日會學院與大學列表－該校教會的其他教育機構。

## 外部連結
- 大西洋聯合學院官方網站 （页面存档备份，存于）
- 大西洋聯合學院位於臉書的官方網站
- 基督復臨安息日會大西洋聯合會議

## 資料來源
1. ↑  NAICU:February22,2018Atlantic Union College in Lancaster Will Close
2. ↑  Atlantic Union College in Lancaster to Close
3. ↑  .   [2024-08-19]. （原始内容存档于2025-03-08）.
4. ↑  Washington Adventist University and Atlantic Union College Vote Memorandum of Understanding